# Suzuki Motor Corporation
Suzuki Motor Corporation (スズキ株式会社 Suzuki Kabushiki-Kaisha?) este o companie multinațională japoneză, care are sediul în Minami-ku, Hamamatsu. Suzuki produce automobile, vehicule cu tracțiune pe patru roți, motociclete, ATV (ATV-uri), motor outboard, scaune cu rotile și o varietate de alte motoare mici cu ardere internă. În 2016, Suzuki a fost al unsprezecelea cel mai mare producător auto din toată lumea. În 2016, Suzuki a fost al unsprezecelea cel mai mare producător auto din toată lumea. Suzuki are peste 45.000 de angajați și are 35 de instalații de producție în 23 de țări și 133 distribuitori în 192 de țări. Volumul vânzărilor la nivel mondial de automobile este al zecelea cel mai mare din lume, în timp ce volumul vânzărilor interne este al treilea ca mărime din țară.
Volumul vânzărilor interne de motociclete Suzuki este al treilea ca mărime din Japonia.

## Modele
- Suzuki Ignis (2000–2008; 2016–prezent)
- Suzuki Swift (2004–prezent)
- Suzuki Swift Sport (2005–prezent)
- Suzuki Vitara (1988–prezent)
- Suzuki S-Cross (2006–prezent)
- Suzuki Swace (2020–prezent)
- Suzuki Across (2020–prezent)
- Suzuki Jimny (1970–prezent)